# Lucio Marcio Filipo (cónsul 91 a. C.)
Lucio Marcio Filipo  fue un senador y cónsul de la República romana.

## Tribunado de la plebe
De joven, Lucio Marcio Filipo no consiguió ser nombrado tribuno militar, pero obtuvo el cargo de tribuno de la plebe en 104 a. C. Durante su mandato impulsó una ley agraria de la que casi no se tienen detalles, pero que se recuerda principalmente por el discurso que realizó en su defensa. Esperó llevar adelante esta medida por su popularidad, pero dejó de intentar aprobarla cuando vio que no había ninguna esperanza. En 100 a. C. defendió junto a todo el Senado al Estado de las acciones del tribuno de la plebe Lucio Apuleyo Saturnino.

## Consulado
Filipo perdió la campaña para el consulado en 93 a. C. frente a Marco Herenio, pero obtuvo el cargo en 91 a. C., con Sexto Julio César como colega consular. Fue un año muy turbulento debido a las actuaciones del tribuno de la plebe Marco Livio Druso, que impulsó varias leyes como: la distribución de grano, los repartos de terreno público y la implantación de nuevas colonias en Italia y en Sicilia. Al principio Druso gozaba de la plena confianza del Senado, especialmente cuando aprobó varias leyes beneficiosas para la plebe, que buscaban la reconciliación del pueblo con el Estado.
Filipo, que pertenecía al partido progresista del Senado (los populares), realizó una oposición frontal a Druso, por lo que entró en conflicto con el Senado. Cuando había peleas callejeras o disturbios, los populares culpaban a Druso. En una ocasión Filipo declaró en el Senado que no podía aprobar las actuaciones de tal cuerpo y que había necesidad de formar un nuevo Senado. Esto hizo que el gran orador, Lucio Licinio Craso, que se vio interrumpido en mitad de un discurso, replicara, con una ira desorbitada en él, que era un hombre muy tranquilo y dijera que no podía asimilar que un cónsul ni siquiera pudiera actuar con la decencia de un simple senador. En el Foro Romano estalló la violencia. En un intento porque Druso no aprobara su ley, Filipo lo interrumpió cuando explicaba su ley, esto hizo que Druso ordenara a sus guardias que condujeran a Filipo a prisión. La orden de Druso se ejecutó con suma violencia, tanto es así que el cónsul empezó a sangrar por la nariz y la garganta. Sin embargo Druso aprobó sus leyes en la Asamblea.
Filipo se reconcilió con el Senado cuando los miembros que antes apoyaban a Druso empezaron a oponérsele. Como augur, declaró todas las leyes de Druso nulas, ya que se habían aprobado con auspicios desfavorables. Tras su consulado, apoyó la medida que reclamaba el reino de Egipto para anexionarlo a la República romana, Estado que había sido legado a Roma por el rey Ptolomeo X Alejandro.

## Guerra civil
Filipo no tuvo un papel activo durante la primera guerra civil, a pesar de su pertenencia al partido de Sila, permaneció en Roma durante el tiempo de poder de Lucio Cornelio Cinna. Obtuvo el cargo de censor en 86 a. C. junto a Marco Perperna y se dice que expulsó a su propio tío del Senado, Apio Claudio.
A la muerte de Sila intentó detener las maniobras para reformar la constitución silana, especialmente la de Marco Emilio Lépido (cónsul 78 a. C.) (78 a. C.). Pero Filipo no era amigo de la aristocracia y, en consecuencia, dio su apoyo a Pompeyo, por cuyo medio los populares finalmente recuperaron la mayor parte de su poder político anterior.
Reclamó encargar a Pompeyo la guerra en Hispania contra Sertorio. Probablemente fue amigo personal de Pompeyo al que había defendido en el año 86 a. C. cuando fue acusado de apropiarse de parte del botín hecho en Asculum durante la guerra social (89 a. C.). Filipo ya habría muerto cuando Pompeyo volvió de Hispania.

## Legado como orador
Filipo fue uno de los más brillantes oradores de su época. Su reputación se mantuvo hasta que en la época de Augusto podemos leer de Horacio:

Strenuus et fortis causisque Philippus agendis clarus.

Según Cicerón, Filipo era muy inferior a sus dos grandes contemporáneos, Marco Antonio el Orador y Lucio Licinio Craso, pero sin duda era el mejor tras ellos. Poseía una gran libertad al hablar, aderezada con dosis de brillante ingenio. Tenía una gran capacidad de invención de desarrollo de sus ideas. En un duelo dialéctico era tremendamente agudo y sarcástico. Conocía a la perfección la literatura griega. Utilizaba la improvisación en sus disertaciones tanto que, cuando empezaba a hablar, a veces no sabía qué palabra utilizar primero. Cuando era de edad avanzada, escuchaba con desprecio y enfado los estudiados discursos de Quinto Hortensio Hórtalo.
Filipo era un hombre al que le gustaba vivir en el lujo y su gran riqueza le permitía ver cumplido su deseo. Sus exóticos peces de estanque eran célebres en Roma y son comentados por antiguos epicúreos como Lucio Licinio Lúculo y Quinto Hortensio Hórtalo.
Tuvo dos hijos: Lucio Marcio Filipo y un hijastro, Lucio Gelio Publícola.